# Бостынский сельсовет
Бостынский сельсовет (белор. Бастынскі сельсавет) — административная единица на территории Лунинецкого района Брестской области Беларуси. Административный центр — агрогородок Бостынь.

## История
Образован 12 октября 1940 года в составе Лунинецкого района Пинской области, с 8 января 1954 года — Брестской области. 16 июля 1954 года упразднён, территория присоединена к Дятловичскому сельсовету.
8 сентября 1959 года деревня Бостынь перечислена в состав Велутского сельсовета, центр которого перенесён в деревню Бостынь, а сам сельсовет переименован в Бостынский.
22 января 2023 года упразднены населённые пункты — деревня Подболотье, хутор Зановинское, хутор Тожево.

## Состав
Бостынский сельсовет включает 7 населённых пунктов:
- Бостынь — агрогородок
- Велута — агрогородок
- Вышни — деревня
- Замошье[бел.] — хутор
- Кривяч — хутор
- Люща — деревня
- Новоселки — деревня

Упразднённые населённые пункты:
- Зановинское — хутор[2]
- Подболотье — деревня[2]
- Тожево — хутор[2]

## Достопримечательность
- На месте уничтожения деревни Белое Озеро в июле 1994 года был установлен памятник[3].